# Nekrolog Oktober 2020
Nekrolog
◄◄
| ◄
| 2016
| 2017
| 2018
| 2019
| 2020 | 2021 | 2022 | 2023 | 2024 | ►
Januar |
Februar |
März |
April |
Mai |
Juni |
Juli |
August |
September |
Oktober |
November |
Dezember 2020
Weitere Ereignisse | Allgemeiner Nekrolog 2020
Die Beschreibung der verstorbenen Person sollte so kurz wie möglich gehalten sein und nur deren signifikante Tätigkeit(en) enthalten.
Neue Namen ggf. auch unter dem Geburts- und Sterbedatum, also etwa unter 1. Januar und im Geburts- und Sterbejahr (2024) eintragen (nur bei entsprechender großer Wichtigkeit). Für Beispiele siehe die schon vorhandenen Artikel.
Außerdem über die fünf zuletzt Verstorbenen, zu denen es einen ausreichend guten Artikel für eine Präsentation auf der Hauptseite gibt, nach der todesbedingten Überarbeitung der Artikel ggf. auch unter Wikipedia Diskussion:Hauptseite informieren und sie am besten auch in den anderen Wikipedia-Sprachversionen eintragen. Tipp: Regelmäßig bei news.google.de nach „ist tot“, „gestorben“ oder „verstorben“ suchen.
Wenn eine Person gestorben ist, gibt es viele Seiten zu dieser Person in der Wikipedia, die davon auch betroffen sind und entsprechend aktualisiert werden müssen. Beispiele: Namenübersichtsseite, Geburtsjahr, Geburtsort-Seiten und viele mehr.
Wie finde ich die betroffenen Seiten?
Im Suchfeld auf der linken Seite gibt man den Suchbegriff so ein: „Vorname Nachname“. Dann klickt man auf Volltext und alle Seiten mit entsprechendem Suchtext werden aufgerufen. Hier sieht man dann schnell, wo auch das Todesjahr Sinn macht oder sogar ein Teil des Artikels angepasst werden muss. Auch hilft das „Werkzeug“ auf der linken Seite sehr gut, um solche Seiten aufzufinden: „Links auf diese Seite“. Somit ist die Wikipedia wieder aktuell in allen Bereichen! Hinweis: bei Eintragung der Kategorie „Gestorben JAHR“ wird der Missbrauchsfilter 49 ausgelöst, was jedoch nicht schlimm ist. Siehe: Spezial:Missbrauchsfilter/49
Dies ist eine Liste von im Oktober 2020 verstorbenen bekannten Persönlichkeiten. Die Einträge erfolgen innerhalb der einzelnen Daten alphabetisch sortiert. Tiere sind im Nekrolog für Tiere zu finden.

## Oktober
Bearbeitungshinweis: Neue Todesfälle bitte nach Tagen geordnet eintragen. Die Todesfälle desselben Tages bitte in alphabetischer Reihenfolge absteigend einfügen.
| Tag         | Name                                    | Beruf, bekannt als                                                                                   | Alter | Beleg                         |
| ----------- | --------------------------------------- | --- | ----- | ----------------------------- |
| 31. Oktober | Rance Allen                             | US-amerikanischer Gospelsänger                                                                       | 71    |                               |
| 31. Oktober | Oskar Anweiler                          | deutscher Erziehungswissenschaftler                                                                  | 95    |                               |
| 31. Oktober | Kurt Baller                             | deutscher Autor, Historiker und Journalist                                                           | 73    |                               |
| 31. Oktober | Joan Bingham                            | US-amerikanische Verlagsmanagerin                                                                    | 85    |                               |
| 31. Oktober | Josef Bucher                            | Schweizer Organist, Dirigent und Hochschullehrer                                                     | 91    |                               |
| 31. Oktober | Eduardo Castelló                        | spanischer Radrennfahrer                                                                             | 80    |                               |
| 31. Oktober | Sean Connery                            | britischer Schauspieler                                                                              | 90    |                               |
| 31. Oktober | Iba Der Thiam                           | senegalesischer Schriftsteller, Historiker und Politiker                                             | 83    |                               |
| 31. Oktober | Betty Dodson                            | US-amerikanische Sexualaufklärerin und Künstlerin                                                    | 91    |                               |
| 31. Oktober | Daniel Dumile                           | US-amerikanischer Hip-Hop-Künstler                                                                   | 49    |                               |
| 31. Oktober | Marc Fosset                             | französischer Jazzgitarrist                                                                          | 71    |                               |
| 31. Oktober | Ahmet Glavović                          | jugoslawischer Fußballspieler                                                                        | 72    |                               |
| 31. Oktober | Charles Gordon                          | US-amerikanischer Filmproduzent                                                                      | 73    |                               |
| 31. Oktober | Tony Hewson                             | britischer Radrennfahrer                                                                             | 86    |                               |
| 31. Oktober | Najmaldin Karim                         | kurdischer Politiker                                                                                 | 71    |                               |
| 31. Oktober | Stephan Kohler                          | deutscher Manager                                                                                    | 67    |                               |
| 31. Oktober | Karl Koß                                | deutscher Schriftsteller und Hörspielautor                                                           | 90    |                               |
| 31. Oktober | Arturo Lona Reyes                       | mexikanischer Bischof                                                                                | 94    |                               |
| 31. Oktober | Helmut Lotz                             | deutscher Verleger                                                                                   | 65    |                               |
| 31. Oktober | Jim McDowall                            | schottischer Fußballspieler                                                                          | 80    |                               |
| 31. Oktober | Gary A. Myers                           | US-amerikanischer Politiker                                                                          | 83    |                               |
| 31. Oktober | Mario Ohoven                            | deutscher Finanzberater und Verbandsfunktionär                                                       | 74    |                               |
| 31. Oktober | Josua Reichert                          | deutscher Drucker, Typograf und Grafiker                                                             | 83    |                               |
| 31. Oktober | Javier Reverte                          | spanischer Schriftsteller                                                                            | 76    |                               |
| 31. Oktober | Horacio Serpa                           | kolumbianischer Politiker und Rechtsanwalt                                                           | 77    |                               |
| 31. Oktober | Rudolf Zahradník                        | tschechischer Physikochemiker                                                                        | 92    |                               |
| 31. Oktober | Marius Žaliūkas                         | litauischer Fußballspieler                                                                           | 36    |                               |
| 30. Oktober | Herb Adderley                           | US-amerikanischer American-Football-Spieler                                                          | 81    |                               |
| 30. Oktober | Maurice Arbez                           | französischer Skispringer und Sportfunktionär                                                        | 76    |                               |
| 30. Oktober | Gerhard Backschat                       | deutscher bildender Künstler                                                                         | 80    |                               |
| 30. Oktober | Ricardo Blume                           | peruanisch-mexikanischer Schauspieler                                                                | 87    |                               |
| 30. Oktober | Bernard Dixon                           | britischer Wissenschaftsjournalist                                                                   | 82    |                               |
| 30. Oktober | Bernhard Dornsiepen                     | deutscher Distanzreiter                                                                              | 85    |                               |
| 30. Oktober | Robert Fisk                             | britisch-irischer Journalist                                                                         | 74    |                               |
| 30. Oktober | Jenteal                                 | US-amerikanische Pornodarstellerin                                                                   | 44    |                               |
| 30. Oktober | Wolfgang Kaiser                         | deutscher klassischer Pianist                                                                        | 91    |                               |
| 30. Oktober | Karen Killilea                          | US-amerikanische Zerebralparese-Patientin                                                            | 80    |                               |
| 30. Oktober | Kim Nam-chun                            | südkoreanischer Fußballspieler                                                                       | 31    |                               |
| 30. Oktober | Paul-Baudouin Michel                    | belgischer Komponist                                                                                 | 90    |                               |
| 30. Oktober | Jan Myrdal                              | schwedischer Schriftsteller                                                                          | 93    |                               |
| 30. Oktober | Doris Oswald                            | deutsche Mundartschriftstellerin                                                                     | 84    |                               |
| 30. Oktober | Amfilohije Radović                      | serbischer Metropolit                                                                                | 82    |                               |
| 30. Oktober | Ambrogio Ravasi                         | italienischer Bischof                                                                                | 91    |                               |
| 30. Oktober | Verena Reimann                          | deutsche Bildhauerin                                                                                 | ?     |                               |
| 30. Oktober | Lothar R. Schmidt                       | deutscher Psychologe                                                                                 | 84    |                               |
| 30. Oktober | David Shutt, Baron Shutt of Greetland   | britischer Politiker                                                                                 | 78    |                               |
| 30. Oktober | Nobby Stiles                            | englischer Fußballspieler                                                                            | 78    |                               |
| 30. Oktober | Ingo Winkelmann                         | deutscher Diplomat                                                                                   | 62    |                               |
| 30. Oktober | Mesut Yılmaz                            | türkischer Politiker                                                                                 | 72    |                               |
| 29. Oktober | Angelika Amon                           | österreichische Molekularbiologin                                                                    | 53    |                               |
| 29. Oktober | William Aronwald                        | US-amerikanischer Jurist und Gewaltopfer                                                             | 79    |                               |
| 29. Oktober | Gerhard Banner                          | deutscher Verwaltungsjurist und Verbandsfunktionär                                                   | 88    |                               |
| 29. Oktober | Sindika Dokolo                          | kongolesischer Kunstsammler und Geschäftsmann                                                        | 48    |                               |
| 29. Oktober | Hugo Dyserinck                          | belgischer Komparatist                                                                               | 93    |                               |
| 29. Oktober | Paul Gerhard Flasdieck                  | deutscher Politiker                                                                                  | 78    |                               |
| 29. Oktober | Peter Grottian                          | deutscher Politologe und Aktivist                                                                    | 78    |                               |
| 29. Oktober | Wilfred D. Iwan                         | US-amerikanischer Bauingenieur                                                                       | 85    |                               |
| 29. Oktober | Helmut Metzler                          | deutscher Philosoph und Hochschullehrer                                                              | 90    |                               |
| 29. Oktober | Bernd Moeller                           | deutscher Theologe und Kirchenhistoriker                                                             | 89    |                               |
| 29. Oktober | Gert Muhr                               | österreichischer Chirurg und Hochschullehrer                                                         | 77    |                               |
| 29. Oktober | William O’Neil                          | kanadischer Diplomat                                                                                 | 93    |                               |
| 29. Oktober | Keshubhai Patel                         | indischer Politiker                                                                                  | 92    |                               |
| 29. Oktober | Walentin Iwanowitsch Pokrowski          | sowjetisch-russischer Epidemiologe                                                                   | 91    |                               |
| 29. Oktober | Enzo Porta                              | italienischer Geiger, Musikpädagoge und -wissenschaftler                                             | ≈89   |                               |
| 29. Oktober | Larry Questad                           | US-amerikanischer Leichtathlet                                                                       | 77    |                               |
| 29. Oktober | David Rodriguez                         | US-amerikanischer Regisseur                                                                          | 50    |                               |
| 29. Oktober | Travis Roy                              | US-amerikanischer Eishockeyspieler                                                                   | 45    |                               |
| 29. Oktober | Béla Síki                               | ungarischer Pianist                                                                                  | 97    |                               |
| 29. Oktober | Archie Spigner                          | US-amerikanischer Politiker                                                                          | 92    |                               |
| 29. Oktober | Thilo Thielke                           | deutscher Journalist und Buchautor                                                                   | 52    |                               |
| 29. Oktober | Hildegard L. C. Tristram                | deutsche Anglistin                                                                                   | 79    |                               |
| 29. Oktober | Watt W. Webb                            | US-amerikanischer Biophysiker                                                                        | 93    |                               |
| 29. Oktober | Alexander Wedernikow                    | russischer Dirigent                                                                                  | 56    |                               |
| 29. Oktober | J. J. Williams                          | walisischer Rugbyspieler                                                                             | 72    |                               |
| 29. Oktober | Slaven Zambata                          | jugoslawischer Fußballspieler                                                                        | 80    |                               |
| 29. Oktober | Józef Zawitkowski                       | polnischer Bischof                                                                                   | 81    |                               |
| 28. Oktober | Bobby Ball                              | britischer Komiker, Schauspieler und Sänger                                                          | 83    |                               |
| 28. Oktober | Miguel Ángel Castellini                 | argentinischer Boxer                                                                                 | 73    |                               |
| 28. Oktober | Cecilia Chiang                          | chinesisch-US-amerikanische Gastronomin                                                              | 100   |                               |
| 28. Oktober | Leanza Cornett                          | US-amerikanische Schönheitskönigin                                                                   | 49    |                               |
| 28. Oktober | Fridolin Dallinger                      | österreichischer Komponist und Musikpädagoge                                                         | 87    |                               |
| 28. Oktober | Cano Estremera                          | puerto-ricanischer Salsa-Sänger                                                                      | 62    |                               |
| 28. Oktober | Anthony Soter Fernandez                 | malaysischer Kardinal                                                                                | 88    |                               |
| 28. Oktober | Stanisław Gazda                         | polnischer Radrennfahrer                                                                             | 82    |                               |
| 28. Oktober | Peter Kluska                            | deutscher Landschaftsarchitekt                                                                       | 82    |                               |
| 28. Oktober | Thomas Lorenzen                         | deutscher Politiker                                                                                  | 80    |                               |
| 28. Oktober | Hughie Morrow                           | nordirischer Fußballspieler                                                                          | 90    |                               |
| 28. Oktober | Lou Pallo                               | US-amerikanischer Gitarrist                                                                          | 86    |                               |
| 28. Oktober | Siegfried Pappelbaum                    | deutscher Schauspieler                                                                               | 83    |                               |
| 28. Oktober | Alain Rey                               | französischer Lexikograf und Autor                                                                   | 92    |                               |
| 28. Oktober | Štefan Sečka                            | slowakischer Bischof                                                                                 | 67    |                               |
| 28. Oktober | Paul Shanley                            | US-amerikanischer Geistlicher und Sexualstraftäter                                                   | 89    |                               |
| 28. Oktober | Billy Joe Shaver                        | US-amerikanischer Sänger und Songwriter                                                              | 81    |                               |
| 28. Oktober | Tracy Smothers                          | US-amerikanischer Wrestler                                                                           | 58    |                               |
| 28. Oktober | Ingeborg Stein                          | deutsche Musikwissenschaftlerin, Museologin und Schriftstellerin                                     | 86    |                               |
| 28. Oktober | Dietmar Tanterl                         | deutscher Künstler und Hochschullehrer                                                               | 64    |                               |
| 28. Oktober | Yokoi Teruko                            | japanisch-schweizerische Künstlerin                                                                  | 96    |                               |
| 27. Oktober | Georgi Awetissow                        | sowjetischer bzw. russischer Seismologe und Polarforscher                                            | 80    |                               |
| 27. Oktober | Stéphane Chapuis                        | Schweizer Akkordeonist                                                                               | 53    |                               |
| 27. Oktober | Roger Closset                           | französischer Fechter                                                                                | 87    |                               |
| 27. Oktober | Joachim Firl                            | deutscher Chemiker                                                                                   | 83    |                               |
| 27. Oktober | Ralph Hartmann                          | deutscher Diplomat                                                                                   | 85    | [ 1 ]                         |
| 27. Oktober | Stephan Klasen                          | deutscher Wirtschaftswissenschaftler                                                                 | 54    |                               |
| 27. Oktober | Josef Kneifel                           | deutscher DDR-Oppositioneller                                                                        | 77    |                               |
| 27. Oktober | Daniel Kopál                            | tschechischer Koch                                                                                   | 49    |                               |
| 27. Oktober | Hannelore Kossel                        | deutsche Garten- und Landschaftsarchitektin                                                          | 89    |                               |
| 27. Oktober | Donald Mazankowski                      | kanadischer Politiker                                                                                | 85    |                               |
| 27. Oktober | Jan Niemiec                             | polnischer Weihbischof                                                                               | 62    |                               |
| 27. Oktober | Julia O’Faolain                         | irische Schriftstellerin                                                                             | 88    |                               |
| 27. Oktober | Ōshiro Tatsuhiro                        | japanischer Schriftsteller                                                                           | 95    |                               |
| 27. Oktober | Jimmy Orr                               | US-amerikanischer American-Football-Spieler                                                          | 85    |                               |
| 27. Oktober | Hans-Uwe Otto                           | deutscher Erziehungswissenschaftler                                                                  | 80    |                               |
| 27. Oktober | Gilberto Penayo                         | paraguayischer Fußballspieler                                                                        | 87    |                               |
| 27. Oktober | Seraina Plotke                          | Schweizer Germanistin und Mediävistin                                                                | 48    |                               |
| 27. Oktober | Andrea Tabanelli                        | italienischer Rollstuhlcurler                                                                        | 59    |                               |
| 27. Oktober | Cornelius Weiss                         | deutscher Chemiker und Politiker                                                                     | 87    |                               |
| 27. Oktober | Ryszard Witke                           | polnischer Skispringer                                                                               | 80    |                               |
| 26. Oktober | Richard Adjei                           | deutscher Bobsportler und American-Football-Spieler                                                  | 37    |                               |
| 26. Oktober | Albert Beermann                         | deutscher Richter                                                                                    | 87    |                               |
| 26. Oktober | David Braley                            | kanadischer Politiker                                                                                | 79    |                               |
| 26. Oktober | Kamiel Buysse                           | belgischer Radrennfahrer                                                                             | 86    |                               |
| 26. Oktober | Jakob Deffner                           | deutscher Politiker und Gewerkschaftsfunktionär                                                      | 90    |                               |
| 26. Oktober | Osman Durmuş                            | türkischer Mediziner und Politiker                                                                   | 73    |                               |
| 26. Oktober | Glenn Florio                            | US-amerikanischer Ruderer                                                                            | 53    |                               |
| 26. Oktober | Jacques Godin                           | kanadischer Schauspieler                                                                             | 90    |                               |
| 26. Oktober | Paul-Jean Hérault                       | französischer Schriftsteller und Journalist                                                          | 86    |                               |
| 26. Oktober | Wim de Jager                            | niederländischer Radrennfahrer                                                                       | 78    |                               |
| 26. Oktober | Eddie Johnson                           | US-amerikanischer Basketballspieler                                                                  | 65    |                               |
| 26. Oktober | Stan Kesler                             | US-amerikanischer Musiker                                                                            | 92    |                               |
| 26. Oktober | Daniel Menaker                          | US-amerikanischer Schriftsteller und Herausgeber                                                     | 79    |                               |
| 26. Oktober | Parrita                                 | spanischer Sänger und Komponist                                                                      | 60    |                               |
| 26. Oktober | Christoph Richter                       | deutscher Musikwissenschaftler und Musikpädagoge                                                     | 88    |                               |
| 26. Oktober | Juan R. Torruella                       | puerto-ricanischer Segler und Jurist                                                                 | 87    |                               |
| 26. Oktober | Manfred Voss                            | deutscher Lichtdesigner                                                                              | 82    |                               |
| 25. Oktober | Abderrazak Afilal                       | marokkanischer Gewerkschaftsfunktionär und Politiker                                                 | 97    |                               |
| 25. Oktober | Jan Boerman                             | niederländischer Komponist                                                                           | 97    |                               |
| 25. Oktober | Ruth Brouwer                            | niederländische Bildhauerin, Medailleurin und Zeichnerin                                             | 90    |                               |
| 25. Oktober | Rosanna Carteri                         | italienische Sopranistin                                                                             | 89    |                               |
| 25. Oktober | Ernesto Contreras                       | argentinischer Radrennfahrer                                                                         | 83    |                               |
| 25. Oktober | Diane DiPrima                           | US-amerikanische Schriftstellerin                                                                    | 86    |                               |
| 25. Oktober | Peter Fanger                            | deutscher Dirigent                                                                                   | 74    |                               |
| 25. Oktober | Fritz Gallati                           | Schweizer Radrennfahrer                                                                              | 85    |                               |
| 25. Oktober | David Karnes                            | US-amerikanischer Politiker                                                                          | 71    |                               |
| 25. Oktober | Lee Kun-hee                             | südkoreanischer Unternehmer                                                                          | 78    |                               |
| 25. Oktober | Johnny Leeze                            | britischer Schauspieler                                                                              | 78    |                               |
| 25. Oktober | Slaven Letica                           | kroatischer Soziologe und Politiker                                                                  | 73    |                               |
| 25. Oktober | Robert E. Murray                        | US-amerikanischer Bergbauingenieur, Manager und Klimawandelleugner                                   | 80    |                               |
| 25. Oktober | Thomas Oppermann                        | deutscher Politiker                                                                                  | 66    |                               |
| 25. Oktober | Henri Roemer                            | luxemburgischer Fußballfunktionär                                                                    | 68    |                               |
| 25. Oktober | Horst H. Vollmer                        | deutscher Hörspielregisseur und -sprecher                                                            | 85    |                               |
| 25. Oktober | Kazimierz Wardak                        | polnischer Leichtathlet                                                                              | 73    |                               |
| 24. Oktober | Abdul Azim                              | bruneiischer Prinz und Filmemacher                                                                   | 38    |                               |
| 24. Oktober | Jacques Bellenger                       | französischer Bahnradsportler                                                                        | 93    |                               |
| 24. Oktober | Gordon Brown                            | deutscher Bildhauer                                                                                  | 62    |                               |
| 24. Oktober | Lilly Bruck                             | österreichisch-US-amerikanische Sozialpädagogin                                                      | 107   |                               |
| 24. Oktober | Izzat Ibrahim ad-Duri                   | irakischer General und Politiker                                                                     | 78    |                               |
| 24. Oktober | Ludwig Pohl                             | deutscher Chemiker                                                                                   | 88    |                               |
| 24. Oktober | Dora Schimanko                          | österreichische Emigrantin und Schriftstellerin                                                      | 88    |                               |
| 24. Oktober | Jeong Soseong                           | südkoreanischer Schriftsteller                                                                       | 76    |                               |
| 24. Oktober | La Susi                                 | spanische Flamenco-Sängerin                                                                          | 65    |                               |
| 24. Oktober | Germano Nicolini                        | italienischer Widerstandskämpfer                                                                     | 100   |                               |
| 24. Oktober | Walter Trapp                            | deutscher Pädagoge und Verbandsfunktionär                                                            | 90    |                               |
| 24. Oktober | Krisztián Veréb                         | ungarischer Kanute                                                                                   | 43    |                               |
| 24. Oktober | Paul Zingtung Grawng                    | myanmarischer Erzbischof                                                                             | 82    |                               |
| 23. Oktober | Sieghart von Arnim                      | deutscher Manager und Sachbuchautor                                                                  | 92    |                               |
| 23. Oktober | Zvi Aviram                              | israelischer Holocaust-Überlebender und Autor                                                        | 93    |                               |
| 23. Oktober | Yehuda Barkan                           | israelischer Schauspieler und Filmemacher                                                            | 75    |                               |
| 23. Oktober | Arəstə Baxışova                         | aserbaidschanische Militär                                                                           | 31    |                               |
| 23. Oktober | Hans J. Bocker                          | deutscher Unternehmer und Autor                                                                      | 81    |                               |
| 23. Oktober | Hans Brandenberger                      | Schweizer Toxikologe                                                                                 | 99    |                               |
| 23. Oktober | Wilhelm Droste                          | deutscher Politiker                                                                                  | 87    |                               |
| 23. Oktober | Federico García Hurtado                 | peruanischer Filmregisseur und Schriftsteller                                                        | 83    |                               |
| 23. Oktober | Gabriel Guarda                          | chilenischer Historiker und Architekt                                                                | 92    |                               |
| 23. Oktober | Ming Cho Lee                            | chinesisch-US-amerikanischer Bühnenbildner                                                           | 90    |                               |
| 23. Oktober | Volker Pfüller                          | deutscher Grafiker und Bühnenbildner                                                                 | 81    |                               |
| 23. Oktober | Ulrich Otto Teske                       | deutscher Kunst- und Kulturpädagoge                                                                  | 73    |                               |
| 23. Oktober | Jerry Jeff Walker                       | US-amerikanischer Musiker                                                                            | 78    |                               |
| 22. Oktober | Marcus Banks                            | britischer Anthropologe                                                                              | 60    |                               |
| 22. Oktober | Antonio Beneyto                         | spanischer Schriftsteller, Maler und Bildhauer                                                       | 86    |                               |
| 22. Oktober | William Blinn                           | US-amerikanischer Drehbuchautor                                                                      | 83    |                               |
| 22. Oktober | Roy Boyne                               | britischer Soziologe                                                                                 | 72    |                               |
| 22. Oktober | Richard C. Dorf                         | US-amerikanischer Ingenieurwissenschaftler                                                           | 86    |                               |
| 22. Oktober | João Francisco de Fátima                | osttimoresischer Marineoffizier                                                                      | 51    |                               |
| 22. Oktober | Peter Gilles                            | deutscher Rechtswissenschaftler                                                                      | 82    |                               |
| 22. Oktober | Chris Huggett                           | britischer Ingenieur                                                                                 | ~71   |                               |
| 22. Oktober | Sara Jenkins                            | kanadische Schwimmerin                                                                               | 79    |                               |
| 22. Oktober | Günter Linnenbrink                      | deutscher Theologe                                                                                   | 85    |                               |
| 22. Oktober | Richard A. Lupoff                       | US-amerikanischer Schriftsteller                                                                     | 85    |                               |
| 22. Oktober | Pierre Oster                            | französischer Dichter                                                                                | 87    |                               |
| 22. Oktober | Christel Peschke                        | deutsche Schauspielerin                                                                              | 82    |                               |
| 22. Oktober | Lutz Stückrath                          | deutscher Kabarettist und Schauspieler                                                               | 82    |                               |
| 22. Oktober | Guntram Vesper                          | deutscher Schriftsteller                                                                             | 79    |                               |
| 21. Oktober | Jesse Arnelle                           | US-amerikanischer Basketballspieler und Jurist                                                       | 86    |                               |
| 21. Oktober | Gordon Astall                           | englischer Fußballspieler                                                                            | 93    |                               |
| 21. Oktober | Marge Champion                          | US-amerikanische Tänzerin, Schauspielerin und Choreografin                                           | 101   |                               |
| 21. Oktober | Werner Döhler                           | deutscher Ingenieurökonom                                                                            | 91    |                               |
| 21. Oktober | Ulrich Fischer                          | deutscher Theologe und Landesbischof                                                                 | 71    |                               |
| 21. Oktober | Frank Horvat                            | italienisch-französischer Fotograf                                                                   | 92    |                               |
| 21. Oktober | Albert R. Jonsen                        | US-amerikanischer Medizinethiker und -historiker                                                     | 89    |                               |
| 21. Oktober | Alfred Kosing                           | deutscher Philosoph                                                                                  | 91    |                               |
| 21. Oktober | Friedrich Krell                         | deutscher Chorleiter                                                                                 | 92    |                               |
| 21. Oktober | J. Michael Lane                         | US-amerikanischer Epidemiologe                                                                       | 84    |                               |
| 21. Oktober | Paul Leduc                              | mexikanischer Filmregisseur                                                                          | 78    |                               |
| 21. Oktober | Bernd Oldenkott                         | deutscher Diplomat                                                                                   | 95    |                               |
| 21. Oktober | Arolde de Oliveira                      | brasilianischer Politiker                                                                            | 83    |                               |
| 21. Oktober | Conrado Pappalardo                      | paraguayischer Politiker und Unternehmer                                                             | 85    |                               |
| 21. Oktober | Nadi Qamar                              | US-amerikanischer Jazzpianist und Musikwissenschaftler                                               | 103   |                               |
| 21. Oktober | Heinrich J. F. Reinhardt                | deutscher Kirchenrechtler                                                                            | 78    |                               |
| 21. Oktober | Heini Scheffler                         | deutscher Grafiker                                                                                   | 95    |                               |
| 21. Oktober | Peter F. Secchia                        | US-amerikanischer Unternehmer und Diplomat                                                           | 83    |                               |
| 21. Oktober | Viola Smith                             | US-amerikanische Schlagzeugerin                                                                      | 107   |                               |
| 21. Oktober | Manfred Steiner                         | österreichischer Fußballspieler                                                                      | 70    |                               |
| 21. Oktober | Frederick Weston                        | US-amerikanischer Künstler                                                                           | 73    |                               |
| 21. Oktober | Roy Wisbey                              | britischer Germanist und Mediävist                                                                   | 91    |                               |
| 20. Oktober | Joshua Blau                             | israelischer Arabist                                                                                 | 101   |                               |
| 20. Oktober | Eva Bössmann                            | deutsche Wirtschaftswissenschaftlerin                                                                | 91    |                               |
| 20. Oktober | Dave Cunningham                         | australischer Eishockeyspieler                                                                       | 92    |                               |
| 20. Oktober | Rudolf Eder                             | österreichischer Politiker                                                                           | 86    |                               |
| 20. Oktober | Dariusz Gnatowski                       | polnischer Schauspieler                                                                              | 59    |                               |
| 20. Oktober | Alessandro Giachero                     | italienischer Jazzmusiker                                                                            | 49    |                               |
| 20. Oktober | Rudi Kurz                               | deutscher Drehbuchautor, Schauspieler und Regisseur                                                  | 99    | [ 2 ]                         |
| 20. Oktober | Stuart MacKenzie                        | australischer Ruderer                                                                                | 83    |                               |
| 20. Oktober | Bruno Martini                           | französischer Fußballspieler                                                                         | 58    |                               |
| 20. Oktober | Bill Mathis                             | US-amerikanischer American-Football-Spieler                                                          | 81    |                               |
| 20. Oktober | Charles M. Radding                      | US-amerikanischer Genetiker                                                                          | 90    |                               |
| 20. Oktober | James Randi                             | kanadisch-US-amerikanischer Zauberer                                                                 | 92    |                               |
| 20. Oktober | Konrad Rebholz                          | deutscher Unternehmer                                                                                | 87    |                               |
| 20. Oktober | Krystyna Stypułkowska                   | polnische Schauspielerin und Übersetzerin                                                            | ≈81   |                               |
| 20. Oktober | Carl E. Thoresen                        | US-amerikanischer Psychologe                                                                         | 87    |                               |
| 20. Oktober | Renato Ugo                              | italienischer Chemiker                                                                               | 82    |                               |
| 20. Oktober | Lea Vergine                             | italienische Kuratorin und Kunstkritikerin                                                           | 82    |                               |
| 20. Oktober | Bobby Ward                              | US-amerikanischer Schlagzeuger                                                                       | 81    |                               |
| 20. Oktober | Günter Wieske                           | deutscher Theologe                                                                                   | 95    |                               |
| 20. Oktober | Bogdan Wojtuś                           | polnischer Bischof                                                                                   | 83    |                               |
| 19. Oktober | Jana Andresíková                        | tschechische Filmschauspielerin                                                                      | 79    |                               |
| 19. Oktober | Walter Bardgett                         | bermudischer Schwimmer                                                                               | 88    |                               |
| 19. Oktober | Baxsan                                  | somalische Sängerin                                                                                  | 85    |                               |
| 19. Oktober | Marylin Bender                          | US-amerikanische Journalistin                                                                        | 95    |                               |
| 19. Oktober | Overton Berry                           | US-amerikanischer Pianist                                                                            | 84    |                               |
| 19. Oktober | Peter Berth                             | deutscher Maler und Fotograf                                                                         | 91    |                               |
| 19. Oktober | Horst Beseler                           | deutscher Schriftsteller                                                                             | 95    |                               |
| 19. Oktober | Spencer Davis                           | britischer Rockmusiker                                                                               | 81    |                               |
| 19. Oktober | Harlen Santiago García                  | kolumbianischer Fußballspieler                                                                       | 19    |                               |
| 19. Oktober | Ewa Głowacka                            | polnische Balletttänzerin                                                                            | 67    |                               |
| 19. Oktober | William Katavolos                       | US-amerikanischer Architekt, Stadtplaner und Möbeldesigner                                           | 96    |                               |
| 19. Oktober | Martin Kriele                           | deutscher Staatsrechtslehrer und Politiker                                                           | 89    | [ 3 ]                         |
| 19. Oktober | Jörg Linsenmaier                        | deutscher Fußballspieler                                                                             | 56    |                               |
| 19. Oktober | Mike Le Mare                            | US-amerikanischer Tontechniker                                                                       | 81    |                               |
| 19. Oktober | Tony Lewis                              | britischer Popsänger                                                                                 | 62    |                               |
| 19. Oktober | Enzo Mari                               | italienischer Designer und Objektkünstler                                                            | 88    |                               |
| 19. Oktober | Helena Marques                          | portugiesische Journalistin und Schriftstellerin                                                     | 85    |                               |
| 19. Oktober | Gianni Montanari                        | italienischer Science-Fiction-Autor                                                                  | 71    |                               |
| 19. Oktober | Gisela Muth                             | deutsche Designerin und Unternehmerin                                                                | 60    |                               |
| 19. Oktober | Johanna Penski                          | deutsche Komparsin                                                                                   | 93    |                               |
| 19. Oktober | Wojciech Pszoniak                       | polnischer Schauspieler                                                                              | 78    |                               |
| 19. Oktober | Ingo Schmitt                            | deutscher Komponist                                                                                  | 86    |                               |
| 19. Oktober | Giovanni Spinola                        | italienischer Ruderer                                                                                | 85    |                               |
| 19. Oktober | Theodosius                              | US-amerikanischer Geistlicher und Primas der orthodoxen Kirche in Amerika                            | 86    |                               |
| 19. Oktober | Volkhard Windfuhr                       | deutscher Journalist und Arabist                                                                     | 83    |                               |
| 18. Oktober | John R. L. Allen                        | britischer Geologe                                                                                   | 87    | doi:10.1017/S0016756821000856 |
| 18. Oktober | Laleh Bakhtiar                          | iranisch-US-amerikanische Schriftstellerin, Übersetzerin und Psychologin                             | 82    |                               |
| 18. Oktober | Alan Stephenson Boyd                    | US-amerikanischer Politiker und Manager                                                              | 98    |                               |
| 18. Oktober | Robert G. Coleman                       | US-amerikanischer Geologe                                                                            | 97    |                               |
| 18. Oktober | Agostino Giuseppe Delfino               | italienischer Bischof                                                                                | 85    |                               |
| 18. Oktober | René Felber                             | Schweizer Politiker                                                                                  | 87    |                               |
| 18. Oktober | Enrique Gaviria Liévano                 | kolumbianischer Jurist, Diplomat und Historiker                                                      | 81    |                               |
| 18. Oktober | Tomás Herrera                           | kubanischer Basketballspieler                                                                        | 69    |                               |
| 18. Oktober | Karel Hulinský                          | tschechischer Volksmusiker                                                                           | 81    |                               |
| 18. Oktober | James A. Johnson                        | US-amerikanischer Unternehmens- und Politik-Manager                                                  | 76    |                               |
| 18. Oktober | David Kushnir                           | israelischer Leichtathlet und Fußballspieler                                                         | 89    |                               |
| 18. Oktober | Jozef Obert                             | tschechoslowakischer Fußballspieler                                                                  | 82    |                               |
| 18. Oktober | Klaus Oehler                            | deutscher Philosoph                                                                                  | 92    | [ 4 ]                         |
| 18. Oktober | José Padilla                            | spanischer Diskjockey und Musikproduzent                                                             | 64    |                               |
| 18. Oktober | Jill Paton Walsh                        | britische Schriftstellerin                                                                           | 83    |                               |
| 18. Oktober | Joseph Mar Thoma                        | indischer Geistlicher                                                                                | 89    |                               |
| 18. Oktober | Colin Wilkie                            | britischer Singer-Songwriter                                                                         | 86    |                               |
| 17. Oktober | Migeddordschiin Battschimeg             | mongolische Diplomatin und Politikerin                                                               | 47    |                               |
| 17. Oktober | Bob Biggs                               | US-amerikanischer Musikproduzent und Maler                                                           | 74    |                               |
| 17. Oktober | Erland Brand                            | schwedischer Maler und Grafiker                                                                      | 98    |                               |
| 17. Oktober | Lucien De Brauwere                      | belgischer Radrennfahrer                                                                             | 69    |                               |
| 17. Oktober | Robert R. Hessler                       | US-amerikanischer Meeresbiologe                                                                      | 87    |                               |
| 17. Oktober | Toshinori Kondō                         | japanischer Jazztrompeter                                                                            | 71    |                               |
| 17. Oktober | Juliusz Łuciuk                          | polnischer Komponist                                                                                 | 93    |                               |
| 17. Oktober | Walter Pieringer                        | österreichischer Psychiater                                                                          | 78    |                               |
| 17. Oktober | Ryszard Ronczewski                      | polnischer Schauspieler                                                                              | 90    |                               |
| 17. Oktober | Michael Strauss                         | israelischer Industrieller                                                                           | 86    |                               |
| 16. Oktober | José Alvarez-Brill                      | deutscher Musiker, Komponist und Produzent                                                           | 57    |                               |
| 16. Oktober | László Branikovits                      | ungarischer Fußballspieler                                                                           | 70    |                               |
| 16. Oktober | Anthony Chisholm                        | US-amerikanischer Schauspieler                                                                       | 77    |                               |
| 16. Oktober | Markar Esayan                           | armenisch-türkischer Schriftsteller und Journalist                                                   | 51    |                               |
| 16. Oktober | Javier Escobar                          | spanisches Model                                                                                     | 66    |                               |
| 16. Oktober | Rodolfo Fischer                         | argentinischer Fußballspieler                                                                        | 76    |                               |
| 16. Oktober | Joan Gaspar                             | spanischer Galerist                                                                                  | 80    |                               |
| 16. Oktober | Odore Joseph Gendron                    | US-amerikanischer Bischof                                                                            | 99    |                               |
| 16. Oktober | Alan G. Gross                           | US-amerikanischer Philosoph                                                                          | 84    |                               |
| 16. Oktober | Gordon Haskell                          | britischer Musiker                                                                                   | 74    |                               |
| 16. Oktober | Rudolf Hoffmann                         | deutscher Fußballspieler                                                                             | 85    |                               |
| 16. Oktober | George Gee Jackson                      | US-amerikanischer Mediziner                                                                          | 100   |                               |
| 16. Oktober | Helmut Jacob                            | deutscher Agraringenieur                                                                             | 80    |                               |
| 16. Oktober | Daniela Krhutová                        | tschechische Schauspielerin und Sängerin                                                             | 47    |                               |
| 16. Oktober | Marguerite Littman                      | US-amerikanische Aktivistin                                                                          | 90    |                               |
| 16. Oktober | María Teresa Martínez                   | guatemaltekische Schauspielerin                                                                      | 84    |                               |
| 16. Oktober | Nils-Axel Mörner                        | schwedischer Ozeanograph                                                                             | 82    |                               |
| 16. Oktober | Heribert Müller                         | deutscher Fußballspieler                                                                             | 66    |                               |
| 16. Oktober | Edith O’Hara                            | US-amerikanische Theaterleiterin                                                                     | 103   |                               |
| 16. Oktober | Joaquín Pardo                           | kolumbianischer Fußballspieler                                                                       | 74    |                               |
| 16. Oktober | Michel Rateau                           | französischer Komponist                                                                              | 82    |                               |
| 16. Oktober | James Redford                           | US-amerikanischer Dokumentarfilmer und Umweltschützer                                                | 58    |                               |
| 16. Oktober | David Toole                             | US-amerikanischer Tänzer                                                                             | 56    |                               |
| 16. Oktober | Gennadios Zervos                        | griechischer Bischof                                                                                 | 83    |                               |
| 15. Oktober | Antonio Ángel Algora Hernando           | spanischer Bischof                                                                                   | 80    |                               |
| 15. Oktober | Roy Andrewartha                         | walisischer Snookerspieler                                                                           | 82    |                               |
| 15. Oktober | Bhanu Athaiya                           | indische Kostümbildnerin                                                                             | 91    |                               |
| 15. Oktober | Karsten Beck                            | deutscher Wrestler                                                                                   | 33    |                               |
| 15. Oktober | Ed Benguiat                             | US-amerikanischer Schriftgestalter                                                                   | 92    |                               |
| 15. Oktober | Horst Bossong                           | deutscher Sozialwissenschaftler                                                                      | 69    |                               |
| 15. Oktober | Danil Chalimow                          | kasachischer Ringer                                                                                  | 42    |                               |
| 15. Oktober | Vicente Dopico Lerner                   | kubanisch-US-amerikanischer Maler                                                                    | 77    |                               |
| 15. Oktober | Sonja Edström-Ruthström                 | schwedische Skilangläuferin                                                                          | 89    |                               |
| 15. Oktober | Werner Fritz                            | deutscher Chirurg                                                                                    | 88    |                               |
| 15. Oktober | Frank Günther                           | deutscher Übersetzer                                                                                 | 73    |                               |
| 15. Oktober | William W. Hartzog                      | US-amerikanischer General                                                                            | 79    |                               |
| 15. Oktober | Arnannguaq Høegh                        | grönländische Künstlerin                                                                             | 63    |                               |
| 15. Oktober | Hans Legath                             | deutscher Fußballspieler                                                                             | 92    |                               |
| 15. Oktober | Tom Maschler                            | britischer Verleger und Schriftsteller                                                               | 87    |                               |
| 15. Oktober | Mauricio Mata                           | mexikanischer Radrennfahrer                                                                          | 81    |                               |
| 15. Oktober | Akkitham Achuthan Namboothiri           | indischer Dichter                                                                                    | 94    |                               |
| 15. Oktober | Fambaré Ouattara Natchaba               | togoischer Politiker                                                                                 | 75    |                               |
| 15. Oktober | Martha del Río                          | kubanische Schauspielerin                                                                            | 84    |                               |
| 15. Oktober | Jole Santelli                           | italienische Politikerin                                                                             | 51    |                               |
| 15. Oktober | David Slama                             | deutscher Kameramann                                                                                 | 74    |                               |
| 15. Oktober | Hartmut Töpel                           | deutscher Architekt                                                                                  | 87    |                               |
| 15. Oktober | Fons Verplaetse                         | belgischer Ökonom                                                                                    | 90    |                               |
| 15. Oktober | Ricardo Visus                           | spanischer Opernsänger                                                                               | 89    |                               |
| 14. Oktober | Jennings Bryant                         | US-amerikanischer Kommunikationswissenschaftler                                                      | 76    |                               |
| 14. Oktober | Edith Buch-Duttlinger                   | deutsche Künstlerin                                                                                  | 87    |                               |
| 14. Oktober | Fred Dean                               | US-amerikanischer American-Football-Spieler                                                          | 68    |                               |
| 14. Oktober | Antal Fekete                            | ungarischer Mathematiker und Ökonom                                                                  | 87    |                               |
| 14. Oktober | Rhonda Fleming                          | US-amerikanische Schauspielerin                                                                      | 97    |                               |
| 14. Oktober | Ulrich Grossbach                        | deutscher Biologe                                                                                    | 84    |                               |
| 14. Oktober | Hans Arno Horn                          | deutscher Pädagoge und Hochschullehrer                                                               | 94    |                               |
| 14. Oktober | Herbert Kretzmer                        | südafrikanischer Liedtexter und Songwriter                                                           | 95    |                               |
| 14. Oktober | José Augusto Martins Fernandes Pedreira | portugiesischer Bischof                                                                              | 85    |                               |
| 14. Oktober | Paul Matters                            | australischer Bassist                                                                                | ?     |                               |
| 14. Oktober | Diana Montero                           | kubanische Dokumentarfilmerin                                                                        | 34    |                               |
| 14. Oktober | Kuniwo Nakamura                         | palauischer Politiker                                                                                | 76    |                               |
| 14. Oktober | Chris Pendergast                        | US-amerikanischer Aktivist                                                                           | 71    |                               |
| 14. Oktober | Hansjürgen Popp                         | deutscher Gymnasiallehrer und Germanist                                                              | 87    |                               |
| 14. Oktober | Saint Dog                               | US-amerikanischer Rapper                                                                             | 44    |                               |
| 14. Oktober | John William Salisbury                  | US-amerikanischer Astronom                                                                           | 87    |                               |
| 14. Oktober | Martin Seckendorf                       | deutscher Historiker                                                                                 | 82    |                               |
| 14. Oktober | Audrey Smedley                          | US-amerikanische Anthropologin                                                                       | 89    |                               |
| 14. Oktober | Franz-Josef Steinmetz                   | deutscher Jesuit, Autor und Chefredakteur                                                            | 90    |                               |
| 13. Oktober | John Pepper Clark                       | nigerianischer Schriftsteller                                                                        | 85    |                               |
| 13. Oktober | Christian Doelker                       | Schweizer Kommunikationswissenschaftler                                                              | 85    |                               |
| 13. Oktober | Claude Feidt                            | französischer Erzbischof                                                                             | 84    |                               |
| 13. Oktober | Horst-Jürgen Fuhlrott                   | deutscher Politiker (NPD)                                                                            | 85    |                               |
| 13. Oktober | Doris Fuhrmann                          | österreichische Schauspielagentin                                                                    | 72    |                               |
| 13. Oktober | Vaskrsija Janjić                        | bosnischer Agrarwissenschaftler                                                                      | 76    |                               |
| 13. Oktober | Anthony Hill                            | britischer Maler, Grafiker und Reliefkünstler                                                        | 90    |                               |
| 13. Oktober | Chris Killip                            | britischer Fotograf                                                                                  | 74    |                               |
| 13. Oktober | Ab Krook                                | niederländischer Eisschnelllauftrainer                                                               | 76    |                               |
| 13. Oktober | Marisa de Leza                          | spanische Schauspielerin                                                                             | 87    |                               |
| 13. Oktober | Edward C. Meyer                         | US-amerikanischer General                                                                            | 91    |                               |
| 13. Oktober | Andreas von Prondczynsky                | deutscher Erziehungswissenschaftler                                                                  | 70    |                               |
| 13. Oktober | Ken Rappoport                           | US-amerikanischer Sportjournalist und -autor                                                         | 85    |                               |
| 13. Oktober | Aziz Saadallah                          | marokkanischer Schauspieler, Fernseh- und Theaterregisseur und -produzent                            | 70    |                               |
| 13. Oktober | Hans-Joachim Wilke                      | deutscher Physiker und Physikdidaktiker                                                              | 86    |                               |
| 13. Oktober | Percy Schmeiser                         | kanadischer Farmer und Aktivist                                                                      | 89    |                               |
| 13. Oktober | Karl Schütz                             | österreichischer Musikpädagoge und Orgelforscher                                                     | 84    |                               |
| 13. Oktober | Volker Schulz                           | deutscher Anglist und Germanist                                                                      | 80    |                               |
| 13. Oktober | Dinara Usbekowa                         | sowjetische bzw. russische Pharmakologin und Hochschullehrerin                                       | 87    |                               |
| 13. Oktober | Marianne Wex                            | deutsche Künstlerin und Autorin                                                                      | 83    |                               |
| 12. Oktober | Richie Barker                           | englischer Fußballspieler und -trainer                                                               | 80    |                               |
| 12. Oktober | Horst Brass                             | deutscher Mediziner                                                                                  | 87    |                               |
| 12. Oktober | Samuel Brittan                          | britischer Ökonom und Journalist                                                                     | 86    |                               |
| 12. Oktober | Aldo Brovarone                          | italienischer Automobildesigner                                                                      | 94    |                               |
| 12. Oktober | Montserrat Cervera i Millet             | katalanische Violinistin und Musikpädagogin                                                          | ≈93   |                               |
| 12. Oktober | Bernard Cohen                           | US-amerikanischer Jurist und Politiker                                                               | 86    |                               |
| 12. Oktober | Conchata Ferrell                        | US-amerikanische Schauspielerin                                                                      | 77    |                               |
| 12. Oktober | Klaus Germann                           | deutscher Geologe                                                                                    | 82    |                               |
| 12. Oktober | Jon Gibson                              | US-amerikanischer Musiker                                                                            | 80    |                               |
| 12. Oktober | Nevzat Güzelırmak                       | türkischer Fußballspieler und -trainer                                                               | 78    |                               |
| 12. Oktober | Susan Hendl                             | US-amerikanische Balletttänzerin und Korrepetitorin                                                  | 73    |                               |
| 12. Oktober | Jehoschua Kenaz                         | israelischer Schriftsteller und Übersetzer                                                           | 83    |                               |
| 12. Oktober | Hans Albrecht von Maltzahn              | deutscher Polospieler                                                                                | 85    |                               |
| 12. Oktober | Kim Massie                              | US-amerikanische Blues- und Soulsängerin                                                             | 62    |                               |
| 12. Oktober | Roberta McCain                          | US-amerikanische Figur des öffentlichen Lebens, Mutter von John McCain                               | 108   |                               |
| 12. Oktober | Eduardus Nabunome                       | indonesischer Leichtathlet                                                                           | 52    |                               |
| 12. Oktober | Theodor Nasemann                        | deutscher Dermatologe                                                                                | 97    |                               |
| 12. Oktober | José de Oliveira Fernandes              | brasilianischer Politiker                                                                            | 76    |                               |
| 12. Oktober | Pedro Roso                              | spanischer Dozent, Essayist und Literaturkritiker                                                    | 67    |                               |
| 12. Oktober | Bob Shanks                              | US-amerikanischer Fernsehproduzent                                                                   | 88    |                               |
| 12. Oktober | Guillermo Soberón Acevedo               | mexikanischer Mediziner und Politiker                                                                | 94    |                               |
| 12. Oktober | Litokwa Tomeing                         | marshallischer Politiker                                                                             | 80    |                               |
| 12. Oktober | Günter Waldmann                         | deutscher Pädagoge, Germanist, Didaktiker und Religionsphilosoph                                     | 93    |                               |
| 12. Oktober | Michael Wnuk                            | deutscher Segler                                                                                     | 56    |                               |
| 11. Oktober | Gilles Baillargeon                      | kanadischer Geiger und Musikpädagoge                                                                 | 92    |                               |
| 11. Oktober | Slobodan Beroš                          | kroatischer Ingenieurwissenschaftler und Politiker                                                   | 74    |                               |
| 11. Oktober | Harold Betters                          | US-amerikanischer Jazzposaunist                                                                      | 92    |                               |
| 11. Oktober | Marlis Bredehorst                       | deutsche Politikerin                                                                                 | 64    |                               |
| 11. Oktober | Stélio Craveirinha                      | mosambikanischer Leichtathlet und Leichtathletiktrainer                                              | 70    |                               |
| 11. Oktober | Bora Drljača                            | jugoslawischer bzw. serbischer Folk-Sänger                                                           | 79    |                               |
| 11. Oktober | Erich Gusko                             | deutscher Kameramann                                                                                 | 90    |                               |
| 11. Oktober | Joanna Harcourt-Smith                   | US-amerikanische Drogenaktivistin                                                                    | 74    |                               |
| 11. Oktober | Gerhard Krois                           | österreichischer Fußballspieler                                                                      | 74    |                               |
| 11. Oktober | Emmy Lisken                             | deutsche Opern-, Konzert- und Oratoriensängerin                                                      | 97    |                               |
| 11. Oktober | Fernando Lopes                          | angolanischer Schwimmer                                                                              | 55    |                               |
| 11. Oktober | Zdeněk Košta                            | tschechoslowakischer Radrennfahrer                                                                   | 97    |                               |
| 11. Oktober | Terry McBrayer                          | US-amerikanischer Rechtsanwalt und Politiker                                                         | 83    |                               |
| 11. Oktober | Elfriede Mejchar                        | österreichische Fotografin                                                                           | 96    |                               |
| 11. Oktober | Michael D. Morley                       | US-amerikanischer Mathematiker                                                                       | 90    |                               |
| 11. Oktober | Gerd Prechtl                            | österreichischer Fernsehjournalist                                                                   | 77    |                               |
| 11. Oktober | Hans R. Pruppacher                      | Schweizer Meteorologe                                                                                | 90    |                               |
| 11. Oktober | Othmar Raus                             | österreichischer Politiker                                                                           | 75    |                               |
| 11. Oktober | Ilse Spangenberg                        | deutsche Malerin und Grafikerin                                                                      | 96    |                               |
| 10. Oktober | Hugo Arana                              | argentinischer Schauspieler                                                                          | 77    |                               |
| 10. Oktober | Gerd vom Hövel                          | deutscher Messeleiter                                                                                | 90    |                               |
| 10. Oktober | Klaus Humpert                           | deutscher Architekt und Stadtplaner                                                                  | 91    |                               |
| 10. Oktober | Priscilla Jana                          | südafrikanische Juristin                                                                             | 76    |                               |
| 10. Oktober | Wassili Kulkow                          | sowjetischer bzw. russischer Fußballspieler                                                          | 54    |                               |
| 10. Oktober | Joe Morgan                              | US-amerikanischer Baseballspieler                                                                    | 77    |                               |
| 10. Oktober | Gerhard Müller                          | deutscher Landrat                                                                                    | 100   |                               |
| 10. Oktober | Peter Neugebauer                        | deutscher Karikaturist und Autor                                                                     | 91    |                               |
| 10. Oktober | Ute Steffens                            | deutsche Bildhauerin                                                                                 | 79    |                               |
| 10. Oktober | Hugo Tschirky                           | Schweizer Betriebswissenschaftler                                                                    | 83    |                               |
| 10. Oktober | Kent L. Wakeford                        | US-amerikanischer Kameramann                                                                         | 92    |                               |
| 10. Oktober | Ingeborg Wehle                          | deutsche autodidaktische Grafikerin                                                                  | 87    |                               |
| 9. Oktober  | Heinrich Arnold                         | deutscher Kristallograph                                                                             | 89    |                               |
| 9. Oktober  | Serge Bourdoncle                        | französischer Fußballspieler                                                                         | 84    |                               |
| 9. Oktober  | Francisco Walfrido Croes                | arubanischer Politiker                                                                               | 62    |                               |
| 9. Oktober  | Patrick Hooper                          | irischer Marathonläufer                                                                              | 68    |                               |
| 9. Oktober  | Richard Hörle                           | deutscher Turntrainer                                                                                | 79    |                               |
| 9. Oktober  | Pierre Kezdy                            | US-amerikanischer Bassist                                                                            | 58    |                               |
| 9. Oktober  | Karlheinz Krauth                        | deutscher Bauingenieur                                                                               | 84    |                               |
| 9. Oktober  | Georgi Lappo                            | russischer Geograph                                                                                  | 97    |                               |
| 9. Oktober  | Josef Rützel                            | deutscher Pädagoge                                                                                   | 77    |                               |
| 9. Oktober  | Raúl Salazar                            | venezolanischer General und Politiker                                                                | ?     |                               |
| 9. Oktober  | Herbert Siebert                         | deutscher Dirigent und Violinist                                                                     | 88    |                               |
| 9. Oktober  | Francine Simonin                        | schweizerisch-kanadische Malerin und Grafikerin                                                      | 84    |                               |
| 9. Oktober  | Faith Stewart-Gordon                    | US-amerikanische Gastronomin, Kochbuchautorin und Künstlerin                                         | 88    |                               |
| 9. Oktober  | Ace Tesone                              | US-amerikanischer Jazzmusiker                                                                        | 90    |                               |
| 9. Oktober  | Helmut Wolf                             | deutscher Geologe, Museumsleiter und Heimatforscher                                                  | 83    |                               |
| 9. Oktober  | Gertrud Zetterholm                      | schwedische Autorin und Journalistin                                                                 | 102   |                               |
| 8. Oktober  | Dan Baum                                | US-amerikanischer Journalist und Buchautor                                                           | 64    |                               |
| 8. Oktober  | Camillo Bazzoni                         | italienischer Kameramann, Regisseur und Drehbuchautor                                                | 85    |                               |
| 8. Oktober  | Sam Burton                              | englischer Fußballspieler                                                                            | 93    |                               |
| 8. Oktober  | Choi Yun-chil                           | südkoreanischer Leichtathlet                                                                         | 92    |                               |
| 8. Oktober  | Wladimir Dolgich                        | sowjetischer bzw. russischer Politiker                                                               | 95    |                               |
| 8. Oktober  | Jim Dwyer                               | US-amerikanischer Journalist                                                                         | 63    |                               |
| 8. Oktober  | Geoffrey Dyer                           | australischer Maler                                                                                  | 72/73 |                               |
| 8. Oktober  | Gabo Ferro                              | argentinischer Sänger und Komponist                                                                  | 54    |                               |
| 8. Oktober  | Herbert Feser                           | deutscher Psychologe                                                                                 | 80    |                               |
| 8. Oktober  | Whitey Ford                             | US-amerikanischer Baseballspieler                                                                    | 91    |                               |
| 8. Oktober  | Ali Khalif Galaid                       | somalischer Politiker                                                                                | 78    |                               |
| 8. Oktober  | Helen Lachs Ginsburg                    | US-amerikanische Wirtschaftswissenschaftlerin                                                        | 91    |                               |
| 8. Oktober  | Klaus Kuron                             | deutscher Doppelagent                                                                                | 84    |                               |
| 8. Oktober  | Brian Locking                           | britischer Bassgitarrist                                                                             | 81    |                               |
| 8. Oktober  | Charles Moore                           | US-amerikanischer Leichtathlet                                                                       | 91    |                               |
| 8. Oktober  | Tom O’Donnell                           | irischer Politiker                                                                                   | 94    |                               |
| 8. Oktober  | Ram Vilas Paswan                        | indischer Politiker                                                                                  | 74    |                               |
| 8. Oktober  | Joseph Pérez                            | französischer Historiker                                                                             | 89    |                               |
| 8. Oktober  | Mohammad-Resa Schadscharian             | iranischer Sänger                                                                                    | 80    |                               |
| 8. Oktober  | David Schnarch                          | US-amerikanischer Sexual- und Familientherapeut                                                      | 74    |                               |
| 8. Oktober  | Jan Szarek                              | polnischer Bischof                                                                                   | 84    |                               |
| 8. Oktober  | Erin Wall                               | kanadische Sopranistin                                                                               | 44    |                               |
| 7. Oktober  | Alexander Alexejew                      | sowjetischer bzw. russischer Dirigent                                                                | 82    |                               |
| 7. Oktober  | Gerolf Annemüller                       | deutscher Brauwissenschaftler                                                                        | 83    |                               |
| 7. Oktober  | Franz Joseph van der Grinten            | deutscher Kunsthistoriker, -sammler und Künstler                                                     | 87    |                               |
| 7. Oktober  | Erwin Grötzbach                         | deutscher Geograph                                                                                   | 87    |                               |
| 7. Oktober  | Manuel Guerra                           | spanischer Schwimmer                                                                                 | 92    |                               |
| 7. Oktober  | Tom Kennedy                             | US-amerikanischer Fernsehmoderator                                                                   | 93    |                               |
| 7. Oktober  | Wolfgang A. Lieb                        | deutscher Mediziner                                                                                  | 93    |                               |
| 7. Oktober  | Mario J. Molina                         | mexikanischer Chemiker                                                                               | 77    |                               |
| 7. Oktober  | Günter Neusel                           | deutscher Bildhauer und Maler                                                                        | 89    |                               |
| 7. Oktober  | Lulu Peyraud                            | französische Winzerin und Köchin                                                                     | 102   |                               |
| 7. Oktober  | Wladislaw Pjawko                        | sowjetischer bzw. russischer Opernsänger und Schauspieler                                            | 79    |                               |
| 7. Oktober  | Dokmaipa Por Pongsawang                 | thailändischer Boxer                                                                                 | 52    |                               |
| 7. Oktober  | Kyōhei Tsutsumi                         | japanischer Komponist                                                                                | 80    |                               |
| 7. Oktober  | Klaus Unger                             | deutscher Chemiker                                                                                   | 84    |                               |
| 7. Oktober  | Lida Winiewicz                          | österreichische Schriftstellerin und Übersetzerin                                                    | 92    |                               |
| 6. Oktober  | John Baring                             | britischer Bankier                                                                                   | 91    |                               |
| 6. Oktober  | Folker Bohnet                           | deutscher Schauspieler, Theaterregisseur und Bühnenautor                                             | 83    |                               |
| 6. Oktober  | Vincent Brady                           | irischer Politiker                                                                                   | 84    |                               |
| 6. Oktober  | Joseph Bruno                            | US-amerikanischer Politiker                                                                          | 91    |                               |
| 6. Oktober  | Lothar Eley                             | deutscher Philosoph, Logiker und Phänomenologe                                                       | 89    |                               |
| 6. Oktober  | Herbert Feuerstein                      | deutscher Journalist, Kabarettist und Entertainer                                                    | 83    |                               |
| 6. Oktober  | Yves Gérard                             | französischer Musikwissenschaftler                                                                   | 88    |                               |
| 6. Oktober  | Edward Gibson, 4. Baron Ashbourne       | britischer Peer, Soldat und Politiker                                                                | 87    |                               |
| 6. Oktober  | Oļegs Karavajevs                        | sowjetischer bzw. lettischer Fußballtorwart                                                          | 59    |                               |
| 6. Oktober  | Bunny Lee                               | jamaikanischer Reggaeproduzent                                                                       | 79    |                               |
| 6. Oktober  | Izumi Matsumoto                         | japanischer Mangaka                                                                                  | 61    |                               |
| 6. Oktober  | Johnny Nash                             | US-amerikanischer Musiker                                                                            | 80    |                               |
| 6. Oktober  | Juan José Peralta                       | venezolanischer Schriftsteller und Journalist                                                        | 74    |                               |
| 6. Oktober  | Tommy Rall                              | US-amerikanischer Schauspieler, Tänzer und Sänger                                                    | 90    |                               |
| 6. Oktober  | Friedhelm Schwamborn                    | deutscher Dozent und Wissenschaftsmanager                                                            | 82    |                               |
| 6. Oktober  | Eddie Van Halen                         | niederländisch-US-amerikanischer Rockmusiker                                                         | 65    |                               |
| 6. Oktober  | Tony Vos                                | niederländischer Jazzmusiker und Produzent                                                           | 89    |                               |
| 6. Oktober  | James H. Weaver                         | US-amerikanischer Politiker                                                                          | 93    |                               |
| 6. Oktober  | Wladimir Yordanoff                      | französisch-monegassischer Schauspieler                                                              | 66    |                               |
| 5. Oktober  | Jacques Bekaert                         | belgischer Musiker, Journalist und Autor                                                             | 80    |                               |
| 5. Oktober  | Franco Bolelli                          | italienischer Philosoph                                                                              | 70    |                               |
| 5. Oktober  | Dirk Bootsma                            | niederländischer Genetiker                                                                           | 84    |                               |
| 5. Oktober  | Zbigniew Ciesielski                     | polnischer Mathematiker                                                                              | 86    |                               |
| 5. Oktober  | Karlheinz Drechsel                      | deutscher Musikjournalist und Jazzmusiker                                                            | 89    |                               |
| 5. Oktober  | Hubertus Förster                        | deutscher Goldschmied                                                                                | 91    |                               |
| 5. Oktober  | Kieran Halpin                           | irischer Gitarrist und Songwriter                                                                    | 65    |                               |
| 5. Oktober  | Werner Ischebeck                        | deutscher Mediziner                                                                                  | 78    |                               |
| 5. Oktober  | Juozas Janonis                          | litauischer Politiker                                                                                | 86    |                               |
| 5. Oktober  | Steve Kaspar                            | luxemburgischer Performancekünstler                                                                  | 68    |                               |
| 5. Oktober  | Daniela Kern                            | österreichische Prähistorikerin                                                                      | 60    |                               |
| 5. Oktober  | Ruth Klüger                             | österreichisch-US-amerikanische Literaturwissenschafterin, Schriftstellerin und Holocaustüberlebende | 88    |                               |
| 5. Oktober  | Max Lakitsch                            | österreichischer Politiker (SPÖ)                                                                     | 92    |                               |
| 5. Oktober  | Margaret Nolan                          | britische Künstlerin, Schauspielerin und Model                                                       | 76    |                               |
| 5. Oktober  | Cirilo Oropeza                          | mexikanischer Spirituosenhersteller                                                                  | 80    |                               |
| 5. Oktober  | Hubert Preßlinger                       | österreichischer Metallurg und Archäologe                                                            | 71    |                               |
| 5. Oktober  | Monica Roberts                          | US-amerikanische Transgenderaktivistin und Journalistin                                              | 58    |                               |
| 4. Oktober  | Markus Arnold                           | Schweizer Theologe und Politiker                                                                     | 67    |                               |
| 4. Oktober  | Ursula Benker-Schirmer                  | deutsche Gobelingestalterin und Manufakturbetreiberin                                                | 93    |                               |
| 4. Oktober  | Aldridge Bousfield                      | US-amerikanischer Mathematiker                                                                       | 79    |                               |
| 4. Oktober  | Jan des Bouvrie                         | niederländischer Architekt und Designer                                                              | 78    |                               |
| 4. Oktober  | Günter de Bruyn                         | deutscher Schriftsteller                                                                             | 93    |                               |
| 4. Oktober  | Giovanni D’Alise                        | italienischer Bischof                                                                                | 72    |                               |
| 4. Oktober  | Zenʼichi Ebisawa                        | japanischer Philosoph                                                                                | 75    |                               |
| 4. Oktober  | Mike Foster                             | US-amerikanischer Politiker                                                                          | 90    |                               |
| 4. Oktober  | Rudolf Frickel                          | deutscher Fußballschiedsrichter                                                                      | 88    |                               |
| 4. Oktober  | Günther Heinze                          | deutscher Sportfunktionär                                                                            | 97    |                               |
| 4. Oktober  | Hans-Ulrich Henning                     | deutscher Chorleiter, Musikpädagoge und Sänger                                                       | 70    |                               |
| 4. Oktober  | Lee Hyo-jae                             | südkoreanische Frauenrechtlerin                                                                      | 95    |                               |
| 4. Oktober  | Zuza Homem de Mello                     | brasilianischer Musikjournalist und Musikwissenschaftler                                             | 87    |                               |
| 4. Oktober  | Clark Middleton                         | US-amerikanischer Schauspieler                                                                       | 63    |                               |
| 4. Oktober  | Carla Federica Nespolo                  | italienische Politikerin                                                                             | 77    |                               |
| 4. Oktober  | Pál Patay                               | ungarischer Archäologe und Museumskurator                                                            | 105   |                               |
| 4. Oktober  | Kurt Rocker                             | deutscher Politiker                                                                                  | 92    |                               |
| 4. Oktober  | Rainer Schwarz                          | deutscher Sinologe und Übersetzer                                                                    | 79    |                               |
| 4. Oktober  | Kenzō Takada                            | japanischer Modedesigner                                                                             | 81    |                               |
| 4. Oktober  | Manfred Thiede                          | deutscher Diplomat                                                                                   | 84    |                               |
| 3. Oktober  | Mark Andrews                            | US-amerikanischer Politiker                                                                          | 94    |                               |
| 3. Oktober  | Anthony Galindo                         | venezolanischer Sänger, Model und Entertainer                                                        | 41    |                               |
| 3. Oktober  | Donald E. Greene                        | US-amerikanischer Musiker, Dirigent und Hochschullehrer                                              | 90    |                               |
| 3. Oktober  | Thomas Jefferson Byrd                   | US-amerikanischer Schauspieler                                                                       | 70    |                               |
| 3. Oktober  | Rudolf Heitefuß                         | deutscher Agrarwissenschaftler und Phytomediziner                                                    | 91    |                               |
| 3. Oktober  | Boris Kegel-Konietzko                   | deutscher Kunsthändler                                                                               | 95    |                               |
| 3. Oktober  | John McNab                              | Kaptein                                                                                              | 85/86 |                               |
| 3. Oktober  | Armelia McQueen                         | US-amerikanische Schauspielerin                                                                      | 68    |                               |
| 3. Oktober  | Jenne Meinema                           | niederländischer Jazzmusiker                                                                         | 89    |                               |
| 3. Oktober  | Georg Nothelfer                         | deutscher Galerist                                                                                   | 82    |                               |
| 3. Oktober  | Norfried Pohl                           | deutsch-niederländischer Landschaftsarchitekt                                                        | 77    |                               |
| 3. Oktober  | Juan Romero                             | spanischer Widerstandskämpfer und KZ-Überlebender                                                    | 101   |                               |
| 3. Oktober  | Wolfgang Rothmaler                      | deutscher Verleger                                                                                   | 95    |                               |
| 3. Oktober  | Georg Strohmeyer                        | deutscher Mediziner                                                                                  | 91    |                               |
| 3. Oktober  | Nicholas Taylor                         | kanadischer Politiker                                                                                | 92    |                               |
| 3. Oktober  | Karsten Thielker                        | deutscher Fotograf und Fotojournalist                                                                | 54    |                               |
| 3. Oktober  | Fritz Tomaselli                         | österreichischer Fußballspieler und Kommunalpolitiker                                                | 99    |                               |
| 3. Oktober  | Ulrich Werbs                            | deutscher Theologe                                                                                   | 79    |                               |
| 3. Oktober  | Peregrine Worsthorne                    | britischer Journalist                                                                                | 96    |                               |
| 2. Oktober  | Julian Beinart                          | südafrikanischer Architekt, Stadtplaner und Hochschullehrer                                          | 88    |                               |
| 2. Oktober  | Peter Dehoust                           | deutscher Publizist                                                                                  | 84    |                               |
| 2. Oktober  | Zeki Ergezen                            | türkischer Architekt und Politiker                                                                   | 70    |                               |
| 2. Oktober  | Edward S. Feldman                       | US-amerikanischer Filmproduzent                                                                      | 91    |                               |
| 2. Oktober  | Bob Gibson                              | US-amerikanischer Baseballspieler                                                                    | 84    |                               |
| 2. Oktober  | Michael Gramberg                        | deutscher Fernsehjournalist                                                                          | 78    |                               |
| 2. Oktober  | Martin Havelka                          | tschechischer Schauspieler                                                                           | 62    |                               |
| 2. Oktober  | Seiuemon Inaba                          | japanischer Ingenieur und Unternehmer                                                                | 95    |                               |
| 2. Oktober  | Heinz Jebram                            | deutscher Fußballspieler                                                                             | 77    |                               |
| 2. Oktober  | Eugene S. Jones                         | US-amerikanischer Journalist, Filmregisseur und -produzent                                           | 85    |                               |
| 2. Oktober  | Alexander M. Keith                      | US-amerikanischer Politiker                                                                          | 91    |                               |
| 2. Oktober  | Linde von Keyserlingk                   | deutsche Familientherapeutin                                                                         | 88    |                               |
| 2. Oktober  | Dietrich Klemm                          | deutscher Mineraloge                                                                                 | 87    |                               |
| 2. Oktober  | Heinz Kördell                           | deutscher Fußballspieler                                                                             | 88    |                               |
| 2. Oktober  | Ron Perranoski                          | US-amerikanischer Baseballspieler                                                                    | 84    |                               |
| 2. Oktober  | Gerhard Pongracz                        | österreichischer Politiker                                                                           | 62    |                               |
| 2. Oktober  | Wiktor Salgaller                        | russischer Mathematiker                                                                              | 99    |                               |
| 2. Oktober  | Liselotte Schmidt                       | österreichische Sängerin und Schauspielerin                                                          | 96    |                               |
| 2. Oktober  | Irina Slawina                           | russische Journalistin                                                                               | 47    |                               |
| 2. Oktober  | Sprangalang                             | trinidadischer Komiker                                                                               | 72    |                               |
| 2. Oktober  | Claude Vigée                            | französischer Dichter                                                                                | 99    |                               |
| 2. Oktober  | Fritz Wenzel                            | deutscher Bauingenieur                                                                               | 90    |                               |
| 2. Oktober  | Johann Wimmer                           | österreichischer Politiker                                                                           | 82    |                               |
| 2. Oktober  | Hans Günter Wolf                        | deutscher Fallschirmspringer                                                                         | 84    |                               |
| 2. Oktober  | W. Raymond Wood                         | US-amerikanischer Anthropologe und Archäologe                                                        | 89    |                               |
| 1. Oktober  | Serhij Atelkin                          | ukrainischer Fußballspieler                                                                          | 48    |                               |
| 1. Oktober  | Tony Blue                               | australischer Mittelstreckenläufer                                                                   | 84    |                               |
| 1. Oktober  | Zef Eisenberg                           | britischer Unternehmer und Motorsportler                                                             | 47    |                               |
| 1. Oktober  | Konrad Hammann                          | deutscher Theologe                                                                                   | 65    |                               |
| 1. Oktober  | Maud Hansson                            | schwedische Schauspielerin                                                                           | 82    |                               |
| 1. Oktober  | Heinz Hoffmann                          | deutscher Politiker (Die Linke)                                                                      | 66    |                               |
| 1. Oktober  | Maurice Houdayer                        | französischer Ruderer                                                                                | 89    |                               |
| 1. Oktober  | Xurto Hecî Îsmaîl                       | irakischer Geistlicher                                                                               | 87    |                               |
| 1. Oktober  | Heinz Jacob                             | deutscher Prähistoriker                                                                              | 91    |                               |
| 1. Oktober  | Pétur M. Jónasson                       | isländischer Biologe                                                                                 | 100   |                               |
| 1. Oktober  | Michael Jungblut                        | deutscher Wirtschaftsjournalist und Fernsehmoderator                                                 | 82    |                               |
| 1. Oktober  | Derek Mahon                             | irischer Schriftsteller                                                                              | 78    |                               |
| 1. Oktober  | Josef Menardi                           | österreichischer Architekt und Denkmalpfleger                                                        | 95    |                               |
| 1. Oktober  | Otfried Nassauer                        | deutscher Journalist und Friedensforscher                                                            | 64    |                               |
| 1. Oktober  | Walter Rudolf                           | deutscher Jurist                                                                                     | 89    |                               |
| 1. Oktober  | Dietrich Schachtschabel                 | deutscher Mediziner                                                                                  | 87    |                               |
| 1. Oktober  | Murray Schisgal                         | US-amerikanischer Autor, Drehbuchautor und Dramatiker                                                | 93    |                               |
| 1. Oktober  | Michael Spivak                          | US-amerikanischer Mathematiker                                                                       | 80    |                               |
| 1. Oktober  | Hans-Wilhelm Vogt                       | deutscher Akkordeonist, Musikpädagoge und Komponist                                                  | 88    |                               |

### Datum unbekannt
| Tag                                 | Name            | Beruf, bekannt als                                          | Alter | Beleg |
| ----------------------------------- | --------------- | ----------------------------------------------------------- | ----- | ----- |
| Tod bekannt gegeben am 30. Oktober  | Žarko Knežević  | jugoslawischer Basketballspieler                            | 73    |       |
| Tod bekannt gegeben am 29. Oktober  | Pablo Uribe     | kolumbianischer Produzent, Gitarrist und Komponist          | 36    |       |
| Tod bekannt gegeben am 22. Oktober  | Stanley Dibben  | britischer Motorradrennfahrer                               | 94    |       |
| tot aufgefunden am 19. Oktober      | Daniel Urquiza  | mexikanischer Stylist                                       | 37    |       |
| Tod bekannt geworden am 18. Oktober | Dmitriy Stuzhuk | ukrainischer Fitness-Influencer                             | 33    |       |
| Tod bekannt gegeben am 15. Oktober  | Vaughn McClure  | US-amerikanischer Sportjournalist                           | 48    |       |
| Tod bekannt gegeben am 5. Oktober   | Wolfgang Hingst | österreichischer Historiker und Journalist                  | 81    |       |
| Tod bekannt gegeben am 3. Oktober   | Karel Fiala     | tschechoslowakischer Schauspieler, Opern- und Musicalsänger | 95    |       |